# Икарийское море
Икарийское море (лат. Icarus, Icarium mare, др.-греч. ᾽Ίκαρος, ᾽Ικάριον πέλαγος) — юго-восточная часть Эгейского моря вокруг острова Икарии вдоль берегов Дориды, Карии и Ионии. Названо в честь героя древнегреческих мифов Икара.

## Этимология
Название Икарийского моря связано с древнегреческой мифологией и легендой о Икаре, сыне Дедала и рабыни Навкраты. Икар известен своей страшной смертью. Когда отец даровал ему крылья из птичьих перьев, скреплённых воском, для того, чтобы сбежать с острова Крита, он наказал сыну лететь над Эгейским морем на малой высоте. Не послушав отца, Икар поднялся высоко, и Солнце расплавило воск его крыльев: он погиб, упав в море, которое назвали Икарийским.